# Gaillac-Toulza
Gaillac-Toulza település Franciaországban, Haute-Garonne megyében. Lakosainak száma 1331 fő (2022. január 1.). Gaillac-Toulza Canté, Labatut, Lézat-sur-Lèze, Lissac, Saint-Quirc, Saint-Ybars, Villeneuve-du-Latou, Caujac, Cintegabelle, Esperce és Marliac községekkel határos.

## Népesség
A település népességének változása:
| Lakosok száma | 747  | 610  | 770  | 1106 | 1245 | 1245 | 1265 | 1311 | 1320 | 1331 |
|               | 1968 | 1982 | 1990 | 2006 | 2013 | 2015 | 2017 | 2019 | 2020 | 2022 |